# Asclepias gordon-grayae
Asclepias gordon-grayae là một loài thực vật có hoa trong họ La bố ma. Loài này được Nicholas mô tả khoa học đầu tiên năm 1987.